# 2020년 하계 올림픽 야구 예선
제32회 하계 올림픽 야구 경기는 6개국에서 144명의 선수들이 참가했다. 예선을 통해 대한민국, 멕시코, 이스라엘, 도미니카 공화국, 미국이 올림픽 진출권을 획득했다.
| 대회                    | 일정                         | 개최지                                      | 할당된 진출권 | 진출팀            |
| ----------------------- | ---------------------------- | ------------------------------------------- | ------------- | ----------------- |
| 개최국                  | 2013년 9월 7일 (개최지 선정) | 부에노스아이레스 (IOC 총회)                 | 1             | 일본              |
| 유럽ㆍ아프리카 예선     | 2019년 9월 18일 - 9월 22일   | 볼로냐, 파르마                              | 1             | 이스라엘          |
| 2019년 WBSC 프리미어 12 | 2019년 11월 2일 - 11월 17일  | 도쿄, 지바 과달라하라 타이중, 타오위안 서울 | 2             | 대한민국 · 멕시코 |
| 아메리카 예선           | 2021년 5월 31일 ~ 6월 5일    | 플로리다                                    | 1             | 미국              |
| 대륙간 최종 예선        | 2021년 6월 22일 ~ 6월 26일   | 푸에블라                                    | 1             | 도미니카 공화국   |
| 합계                    |                              |                                             | 6             |                   |

### 유럽ㆍ아프리카 예선
2019년 유럽 선수권 대회 상위 5개국과 2019년 아프리카 야구 선수권 대회 우승 국가인 남아프리카 공화국이 유럽/아프리카 예선에 참가했다. 이 대회에서 우승을 한 이스라엘은 올림픽 진출권을 획득했고 2위를 한 네덜란드는 대륙간 최종 예선 진출권을 획득했다.

#### 경기 결과
- 녹색(█)으로 표시된 팀은 올림픽 본선 진출권을 획득한 팀이다.
- 황색(█)으로 표시된 팀은 대륙간 최종 예선에 진출한 팀이다.

| Team             | 승 | 패 | 승률 | 득점 | 실점 |
| ---------------- | -- | -- | ---- | ---- | ---- |
| 이스라엘         | 4  | 1  | .800 | 34   | 11   |
| 네덜란드         | 4  | 1  | .800 | 26   | 15   |
| 체코             | 3  | 2  | .600 | 27   | 17   |
| 스페인           | 2  | 3  | .400 | 16   | 20   |
| 이탈리아         | 2  | 3  | .400 | 23   | 26   |
| 남아프리카공화국 | 0  | 5  | .000 | 8    | 46   |

| 2019년 9월 18일 | 네덜란드 | 4 - 1 | 체코 | 니노 카발리 스타디움, 파르마 관중: 140 |
| 2019년 9월 18일 | 리포트   |       |      | 니노 카발리 스타디움, 파르마 관중: 140 |

| 2019년 9월 18일 | 남아프리카공화국 | 서스펜디드 게임 | 이탈리아 | 니노 카발리 스타디움, 파르마 |
| 2019년 9월 18일 | 리포트           |                 |          | 니노 카발리 스타디움, 파르마 |

| 2019년 9월 18일 | 스페인 | 0 - 3 | 이스라엘 | 잔니 팔치 스타디움, 볼로냐 관중: 100 |
| 2019년 9월 18일 | 리포트 |       |          | 잔니 팔치 스타디움, 볼로냐 관중: 100 |

| 2019년 9월 19일 | 남아프리카공화국 | 1 - 7 | 스페인 | 잔니 팔치 스타디움, 볼로냐 관중: 100 |
| 2019년 9월 19일 | 리포트           |       |        | 잔니 팔치 스타디움, 볼로냐 관중: 100 |

| 2019년 9월 19일 | 네덜란드 | 1 - 8 | 이스라엘 | 니노 카발리 스타디움, 파르마 관중: 160 |
| 2019년 9월 19일 | 리포트   |       |          | 니노 카발리 스타디움, 파르마 관중: 160 |

| 2019년 9월 19일 | 체코   | 1 - 5 | 이탈리아 | 잔니 팔치 스타디움, 볼로냐 관중: 864 |
| 2019년 9월 19일 | 리포트 |       |          | 잔니 팔치 스타디움, 볼로냐 관중: 864 |

| 2019년 9월 20일 | 남아프리카공화국 | 4 - 10 (연장/10회) | 이탈리아 | 니노 카발리 스타디움, 파르마 관중: 150 |
| 2019년 9월 20일 | 리포트           |                    |          | 니노 카발리 스타디움, 파르마 관중: 150 |

| 2019년 9월 20일 | 남아프리카공화국 | 1 - 11 (콜드/8회) | 체코 | 니노 카발리 스타디움, 파르마 관중: 260 |
| 2019년 9월 20일 | 리포트           |                   |      | 니노 카발리 스타디움, 파르마 관중: 260 |

| 2019년 9월 20일 | 이스라엘 | 8 - 2 | 이탈리아 | 니노 카발리 스타디움, 파르마 관중: 1,213 |
| 2019년 9월 20일 | 리포트   |       |          | 니노 카발리 스타디움, 파르마 관중: 1,213 |

| 2019년 9월 20일 | 스페인 | 2 - 6 | 네덜란드 | 잔니 팔치 스타디움, 볼로냐 관중: 250 |
| 2019년 9월 20일 | 리포트 |       |          | 잔니 팔치 스타디움, 볼로냐 관중: 250 |

| 2019년 9월 21일 | 남아프리카공화국 | 1 - 7 | 네덜란드 | 잔니 팔치 스타디움, 볼로냐 관중: 110 |
| 2019년 9월 21일 | 리포트           |       |          | 잔니 팔치 스타디움, 볼로냐 관중: 110 |

| 2019년 9월 21일 | 이탈리아 | 3 - 4 | 스페인 | 니노 카발리 스타디움, 파르마 관중: 1,230 |
| 2019년 9월 21일 | 리포트   |       |        | 니노 카발리 스타디움, 파르마 관중: 1,230 |

| 2019년 9월 21일 | 체코   | 7 - 4 | 이스라엘 | 잔니 팔치 스타디움, 볼로냐 |
| 2019년 9월 21일 | 리포트 |       |          | 잔니 팔치 스타디움, 볼로냐 |

| 2019년 9월 22일 | 이스라엘 | 11 - 1 (콜드/8회) | 남아프리카공화국 | 니노 카발리 스타디움, 파르마 관중: 225 |
| 2019년 9월 22일 | 리포트   |                   |                  | 니노 카발리 스타디움, 파르마 관중: 225 |

| 2019년 9월 22일 | 스페인 | 3 - 6 | 체코 | 니노 카발리 스타디움, 파르마 관중: 62 |
| 2019년 9월 22일 | 리포트 |       |      | 니노 카발리 스타디움, 파르마 관중: 62 |

| 2019년 9월 22일 | 네덜란드 | 8 - 3 | 이탈리아 | 잔니 팔치 스타디움, 볼로냐 관중: 520 |
| 2019년 9월 22일 | 리포트   |       |          | 잔니 팔치 스타디움, 볼로냐 관중: 520 |

### 2019년 WBSC 프리미어 12
프리미어 12 대회의 경우 WSBC 세계랭킹 상위 12개국이 참가하는 국제대회이다. 이 대회에서 개최국인 일본을 제외한 아시아/오세아니아 최상위팀과 아메리카 최상위팀에게 올림픽 진출권을 준다. 일본이 우승을 하였고 준우승을 한 대한민국과 3위를 기록한 멕시코가 올림픽 진출권을 획득했다.
| 순위 | 팀              | 경기 수 | 승 | 패 | 득 | 실 | 득실차     |
| ---- | --------------- | ------- | -- | -- | -- | -- | ---------- |
| 1    | 일본            | 8       | 7  | 1  | 44 | 23 |            |
| 2    | 대한민국        | 8       | 5  | 3  | 38 | 27 |            |
| 3    | 멕시코          | 8       | 6  | 2  | 36 | 17 |            |
| 4    | 미국            | 8       | 4  | 4  | 32 | 31 |            |
| 5    | 중화 타이베이   | 7       | 4  | 3  | 24 | 15 |            |
| 6    | 오스트레일리아  | 7       | 2  | 5  | 10 | 21 |            |
| 7    | 도미니카 공화국 | 3       | 1  | 2  | 23 | 20 | TQB 0.136  |
| 8    | 캐나다          | 3       | 1  | 2  | 5  | 6  | TQB -0.046 |
| 9    | 베네수엘라      | 3       | 1  | 2  | 11 | 12 | TQB -0.054 |
| 10   | 쿠바            | 3       | 1  | 2  | 3  | 12 | TQB -0.337 |
| 11   | 푸에르토리코    | 3       | 0  | 3  | 2  | 17 | TQB -0.606 |
| 12   | 네덜란드        | 3       | 0  | 3  | 6  | 33 | TQB -1.195 |

### 아메리카 예선
2019년 WBSC 프리미어 12에 참가하였지만 올림픽 진출권을 획득하지 못한 6개국과 2019년 팬아메리칸 게임에서 상위 2개국이 참가하였다. 미국이 우승을 하며 올림픽 진출권을 획득하였고 2위 도미니카 공화국과 3위 베네수엘라가 대륙간 최종 예선에 진출하였다.

#### 참가국
2019년 프리미어 12 아메리카 참가국
- 미국
- 쿠바
- 캐나다
- 푸에르토리코
- 베네수엘라
- 도미니카 공화국

2019년 팬아메리칸 게임 상위 2개국
- 콜롬비아
- 니카라과

#### 경기 결과
A조
|  | 슈퍼라운드 진출 |

| Team            | 승 | 패 | 승률  | 득점 | 실점 |
| --------------- | -- | -- | ----- | ---- | ---- |
| 미국            | 2  | 0  | 1.000 | 15   | 7    |
| 도미니카 공화국 | 2  | 1  | 0.667 | 24   | 13   |
| 니카라과        | 1  | 2  | 0.333 | 11   | 26   |
| 푸에르토리코    | 0  | 2  | 0.000 | 8    | 12   |

| 2021년 5월 31일 | 푸에르토리코 | 2 - 5 | 도미니카 공화국 | 트레디션 필드, 포트세인트루시 관중: 2,835 |
| 2021년 5월 31일 | 리포트       |       |                 | 트레디션 필드, 포트세인트루시 관중: 2,835 |

| 2021년 5월 31일 | 미국   | 7 - 1 | 니카라과 | 트레디션 필드, 포트세인트루시 관중: 3,500 |
| 2021년 5월 31일 | 리포트 |       |          | 트레디션 필드, 포트세인트루시 관중: 3,500 |

| 2021년 6월 1일 | 니카라과 | 7 - 6 (연장/10회) | 푸에르토리코 | 팜 비치 FITTEAM 야구장, 웨스트팜비치 관중: 748 |
| 2021년 6월 1일 | 리포트   |                   |              | 팜 비치 FITTEAM 야구장, 웨스트팜비치 관중: 748 |

| 2021년 6월 1일 | 도미니카 공화국 | 6 - 8 | 미국 | 팜 비치 FITTEAM 야구장, 웨스트팜비치 관중: 200 |
| 2021년 6월 1일 | 리포트          |       |      | 팜 비치 FITTEAM 야구장, 웨스트팜비치 관중: 200 |

| 2021년 6월 2일 | 니카라과 | 3 - 13 (콜드/8회) | 도미니카 공화국 | 트레디션 필드, 포트세인트루시 관중: 892 |
| 2021년 6월 2일 | 리포트   |                   |                 | 트레디션 필드, 포트세인트루시 관중: 892 |

| 2021년 6월 3일 | 푸에르토리코 | 우천중단 | 미국 | 트레디션 필드, 포트세인트루시 |
| 2021년 6월 3일 | 리포트       |          |      | 트레디션 필드, 포트세인트루시 |

B조
|  | 슈퍼라운드 진출 |

| Team       | 승 | 패 | 승률  | 득점 | 실점 |
| ---------- | -- | -- | ----- | ---- | ---- |
| 베네수엘라 | 3  | 0  | 1.000 | 14   | 7    |
| 캐나다     | 2  | 1  | 0.667 | 13   | 10   |
| 쿠바       | 1  | 2  | 0.333 | 26   | 15   |
| 콜롬비아   | 0  | 3  | 0.000 | 5    | 26   |

| 2021년 5월 31일 | 베네수엘라 | 6 - 5 | 쿠바 | 팜 비치 FITTEAM 야구장, 웨스트팜비치 관중: 3,629 |
| 2021년 5월 31일 | 리포트     |       |      | 팜 비치 FITTEAM 야구장, 웨스트팜비치 관중: 3,629 |

| 2021년 5월 31일 | 콜롬비아 | 0 - 7 | 캐나다 | 팜 비치 FITTEAM 야구장, 웨스트팜비치 관중: 1,042 |
| 2021년 5월 31일 | 리포트   |       |        | 팜 비치 FITTEAM 야구장, 웨스트팜비치 관중: 1,042 |

| 2021년 6월 1일 | 콜롬비아 | 2 - 3 | 베네수엘라 | 트레디션 필드, 포트세인트루시 관중: 513 |
| 2021년 6월 1일 | 리포트   |       |            | 트레디션 필드, 포트세인트루시 관중: 513 |

| 2021년 6월 1일 | 캐나다 | 6 - 5 | 쿠바 | 트레디션 필드, 포트세인트루시 관중: 2,503 |
| 2021년 6월 1일 | 리포트 |       |      | 트레디션 필드, 포트세인트루시 관중: 2,503 |

| 2021년 6월 2일 | 캐나다 | 0 - 5 | 베네수엘라 | 팜 비치 FITTEAM 야구장, 웨스트팜비치 관중: 528 |
| 2021년 6월 2일 | 리포트 |       |            | 팜 비치 FITTEAM 야구장, 웨스트팜비치 관중: 528 |

| 2021년 6월 2일 | 쿠바   | 16 - 3 (콜드/7회) | 콜롬비아 | 팜 비치 FITTEAM 야구장, 웨스트팜비치 관중: 2,031 |
| 2021년 6월 2일 | 리포트 |                   |          | 팜 비치 FITTEAM 야구장, 웨스트팜비치 관중: 2,031 |

슈퍼라운드
|  | 2020년 하계 올림픽 진출 |
|  | 대륙간 최종 예선 진출   |

| Team            | 승 | 패 | 승률  | 득점 | 실점 |
| --------------- | -- | -- | ----- | ---- | ---- |
| 미국            | 3  | 0  | 1.000 | 22   | 9    |
| 도미니카 공화국 | 2  | 1  | 0.667 | 26   | 17   |
| 베네수엘라      | 1  | 2  | 0.333 | 11   | 18   |
| 캐나다          | 0  | 3  | 0.000 | 6    | 21   |

| 2021년 6월 4일 | 도미니카 공화국 | 14 - 4 | 베네수엘라 | 팜 비치 FITTEAM 야구장, 웨스트팜비치 관중: 829 |
| 2021년 6월 4일 | 리포트          |        |            | 팜 비치 FITTEAM 야구장, 웨스트팜비치 관중: 829 |

| 2021년 6월 4일 | 캐나다 | 1 - 10 | 미국 | 팜 비치 FITTEAM 야구장, 웨스트팜비치 관중: 839 |
| 2021년 6월 4일 | 리포트 |        |      | 팜 비치 FITTEAM 야구장, 웨스트팜비치 관중: 839 |

| 2021년 6월 5일 | 도미니카 공화국 | 6 - 5 | 캐나다 | 트레디션 필드, 포트세인트루시 관중: 2,000 |
| 2021년 6월 5일 | 리포트          |       |        | 트레디션 필드, 포트세인트루시 관중: 2,000 |

| 2021년 6월 5일 | 미국   | 4 - 2 (콜드/7회) | 베네수엘라 | 트레디션 필드, 포트세인트루시 관중: 2,202 |
| 2021년 6월 5일 | 리포트 |                  |            | 트레디션 필드, 포트세인트루시 관중: 2,202 |

### 대륙간 최종 예선
2019년 아시아 야구 선수권 대회에 참가하여 이미 올림픽 출전권을 획득한 나라를 제외하고 상위 2개국(중국, 중화 타이베이)과 아메리카 예선 통과국(도미니카 공화국, 베네수엘라), 유럽ㆍ아프리카 예선 통과국(네덜란드), 오세아니아 대표(오스트레일리아) 총 6개국이 대륙간 최종 예션에 참가하기로 하였다. 하지만 중국이 2021년 5월 24일 최종 예선에 불참하기로 하였다. 이후 중화 타이베이도 중화 직업봉구 대연맹이 올림픽 불참 선언을 하고서 아마추어 선수만으로 참가하려 했으나 훈련 장소를 찾지 못해 불참 선언을 했다. 마지막으로 6월 9일 오스트레일리아가 선수들의 건강과 안전을 위해 불참하며 총 3개국이 최종 예선에 참가했다. 도미니카 공화국이 결승전에서 베네수엘라를 상대로 8-5로 승리하며 마지막으로 올림픽 진출권을 획득했다.

#### 참가국
2020 아메리카 예션
- 도미니카 공화국
- 베네수엘라

2019 유럽ㆍ아프리카 예선
- 네덜란드

2019년 아시아 야구 선수권 대회
- 중화 타이베이 (winner) (기권)
- 중화인민공화국 (third place) (기권)

오세아니아 대표
- 오스트레일리아 (기권)

#### 경기 결과
조별리그
|  | 결승진출 |

| Team            | 승 | 패 | 승률  | 득점 | 실점 |
| --------------- | -- | -- | ----- | ---- | ---- |
| 도미니카 공화국 | 2  | 0  | 1.000 | 14   | 10   |
| 베네수엘라      | 1  | 1  | .500  | 16   | 13   |
| 네덜란드        | 0  | 2  | .000  | 6    | 13   |

| 2021년 6월 22일 | 베네수엘라 | 7 - 10 | 도미니카 공화국 | 에르마노스 세르단 야구장, 푸에블라 관중: 1,790 |
| 2021년 6월 22일 |            |        |                 | 에르마노스 세르단 야구장, 푸에블라 관중: 1,790 |

| 2021년 6월 23일 | 네덜란드 | 3 - 9 | 베네수엘라 | 에르마노스 세르단 야구장, 푸에블라 관중: 1,114 |
| 2021년 6월 23일 |          |       |            | 에르마노스 세르단 야구장, 푸에블라 관중: 1,114 |

| 2021년 6월 24일 | 도미니카 공화국 | 4 - 3 | 네덜란드 | 에르마노스 세르단 야구장, 푸에블라 관중: 942 |
| 2021년 6월 24일 |                 |       |          | 에르마노스 세르단 야구장, 푸에블라 관중: 942 |

준결승
| 2021년 6월 25일 | 베네수엘라 | 10 - 0 (콜드/7회) | 네덜란드 | 에르마노스 세르단 야구장, 푸에블라 관중: 1,116 |
| 2021년 6월 25일 |            |                   |          | 에르마노스 세르단 야구장, 푸에블라 관중: 1,116 |

결승
| 2021년 6월 26일 | 도미니카 공화국 | 8 - 5 | 베네수엘라 | 에르마노스 세르단 야구장, 푸에블라 관중: 2,691 |
| 2021년 6월 26일 |                 |       |            | 에르마노스 세르단 야구장, 푸에블라 관중: 2,691 |